# Slackline
Pour les articles homonymes, voir Slack.
La slackline (de l'anglais « ligne lâche ») ou slack est une pratique sportive s'apparentant au funambulisme, mais utilisant une sangle élastique en polyester non stabilisée et n'ayant pas recourt à des accessoires de type balancier. La sangle utilisée, appelée « slack », est tendue entre deux ancrages (tels qu'arbres, poteaux, points d'ancrage d'escalade…) à l'aide d'un système facilitant sa mise en tension (cliquet, mouflage sur corde avec poulies ou mouflage autobloquant sur la sangle elle-même). Cette facilitation permet la pratique en milieu naturel ou urbain, voire en intérieur. Cette pratique a joué un rôle significatif dans l'essor de la slackline, encourageant le « slackeur » à adapter la discipline selon ses préférences et l'environnement disponible (highline, waterline, rodeoline…).
La nature élastique et dynamique de la slackline invite à y progresser en équilibre, mais aussi à y réaliser des figures utilisant parfois le rebond, ce qui la rapproche d'un trampoline long et étroit. Ce sport est lié aux pratiques de l'escalade, des sports de glisse, du funambulisme au cirque, ou de certains agrès de gymnastique comme le trampoline ou la poutre. Il peut aussi être utilisé comme moyen de concentration.

## Histoire
Bien que proches, les pratiques de la slackline et du funambulisme peuvent se distinguer par l'histoire de chacune de ces disciplines. Il faut bien sûr d'abord considérer les pratiques de la corde molle dans le cirque, ou encore du Jultagi coréen : ces deux disciplines peuvent être considérées comme les ancêtres de la slackline, leurs premières traces remontant à plusieurs siècles avant la naissance de la slackline.
La slackline aurait été inventée au parc de Yosemite (Californie) au début des années 1980, par les grimpeurs Adam Grosowsky et Jeff Ellington,. Au Camp 4, camping des grimpeurs, une chaîne molle était fixée entre deux blocs, et les pratiquants d'escalade y travaillaient leur équilibre. Dès lors, divers supports ont été utilisés pour travailler l’équilibre : chaîne, corde d'escalade, câble, voire barrière - généralement des équipements déjà en place. La sangle, bien plus confortable pour les pieds nus, offre une meilleure sensation.
En 1983, le film La Vie au bout des doigts de Jean-Paul Janssen montre également Patrick Edlinger pratiquant du funambulisme sur une corde tendue entre deux arbres lors de son entraînement physique. Cette brève apparition montre que la le funambulisme était déjà pratiquée avant l'avènement de la slackline.
La pratique ne semble avoir que faiblement essaimé au cours des années 1980 et 1990, essentiellement dans les pays anglo-saxons (Yosémite, Royaume-Uni) et les milieux proches de l'escalade. En 2006, elle connaît un essor, grâce notamment aux progrès techniques et au développement de fabricants et de distributeurs spécialisés dans les slacklines et le matériel associé (Slack.fr en 2006, Gibbon en 2007, Slacktivity en 2009 par exemple). Le développement d'internet a également joué dans la popularisation de la slackline par la possibilité d'acheter le matériel en ligne, la publication de vidéos attisant la curiosité, et l'échange de conseils au sein de forums ou sur les réseaux sociaux.
C'est au début des années 2010 que la slackline devient véritablement connue du grand public, avec des ventes dans des magasins non-spécialisés, et la multiplication de groupes de pratiquants dans le monde entier. Sa pratique semble particulièrement développée en France, en Allemagne, en Suisse, ainsi qu'aux États-Unis.

## Pratiques
Cette section répertorie les pratiques dissimulées et le vocabulaire couramment utilisés par les slackeurs.
Les pratiques énumérées ci-dessous ne sont pas exclusives. Par exemple, les figures décrites en jumpline peuvent être réalisées en highline ou en longline, une waterline pouvant aussi être une longline.
Le terme de shortline (« short » pour « court » en anglais) est parfois utilisé pour définir la pratique la plus accessible et la plus connue du grand public : évoluer en équilibre sur une sangle de longueur limitée (jusqu'à 15 mètres environ), souvent près du sol (de 30 à 60 cm environ), ce qui est idéal pour les débutants. Elle se pratique généralement sur une sangle plate de cinq centimètres de large.
La pratique de figures en équilibre sur la slackline (demi-tour, tour complet, position assise, allongée, grand écart, surf...) donne parfois naissance au terme trickline. Bien que les figures dynamiques soient plus impressionnantes, les figures statiques demandent autant sinon plus de dextérité.
Le terme blindline (de blind qui signifie « aveugle » en anglais) désigne parfois la pratique de la slackline en aveugle. Ce n'est pas une discipline à part entière telle que la higline ou la waterline mais plutôt un défi qui peut être pratiqué sur tout type de ligne, et qui demande beaucoup de maîtrise, la vision étant importante dans la gestion de l'équilibre. Il s'agit d'un bon entraînement à la waterline et à la highline, car ces disciplines nécessitent de se fier à des repères visuels mouvants, absents ou différents des repères visuels habituels que sont le sol ou l'horizon.

### Jumpline
La jumpline (de l'anglais jump, qui signifie « saut ») est une cette variante de la trickline réservée aux sauts acrobatiques. On utilise à cette fin des sangles de grande élasticité, ce qui a pour effet de d'absorber l'énergie cinétique du slackeur, de la transformer en énergie potentielle dans la déformation de la slack plutôt que de l'absorber et la transmettre aux point d'ancrage, ce qui permet de faire des sauts de grande amplitude. Les sangles de cinq centimètres (parfois quatre) de largeur sont préférées car elles sont moins traumatisantes, même si les sangles de 2,5 cm peuvent être utilisées.

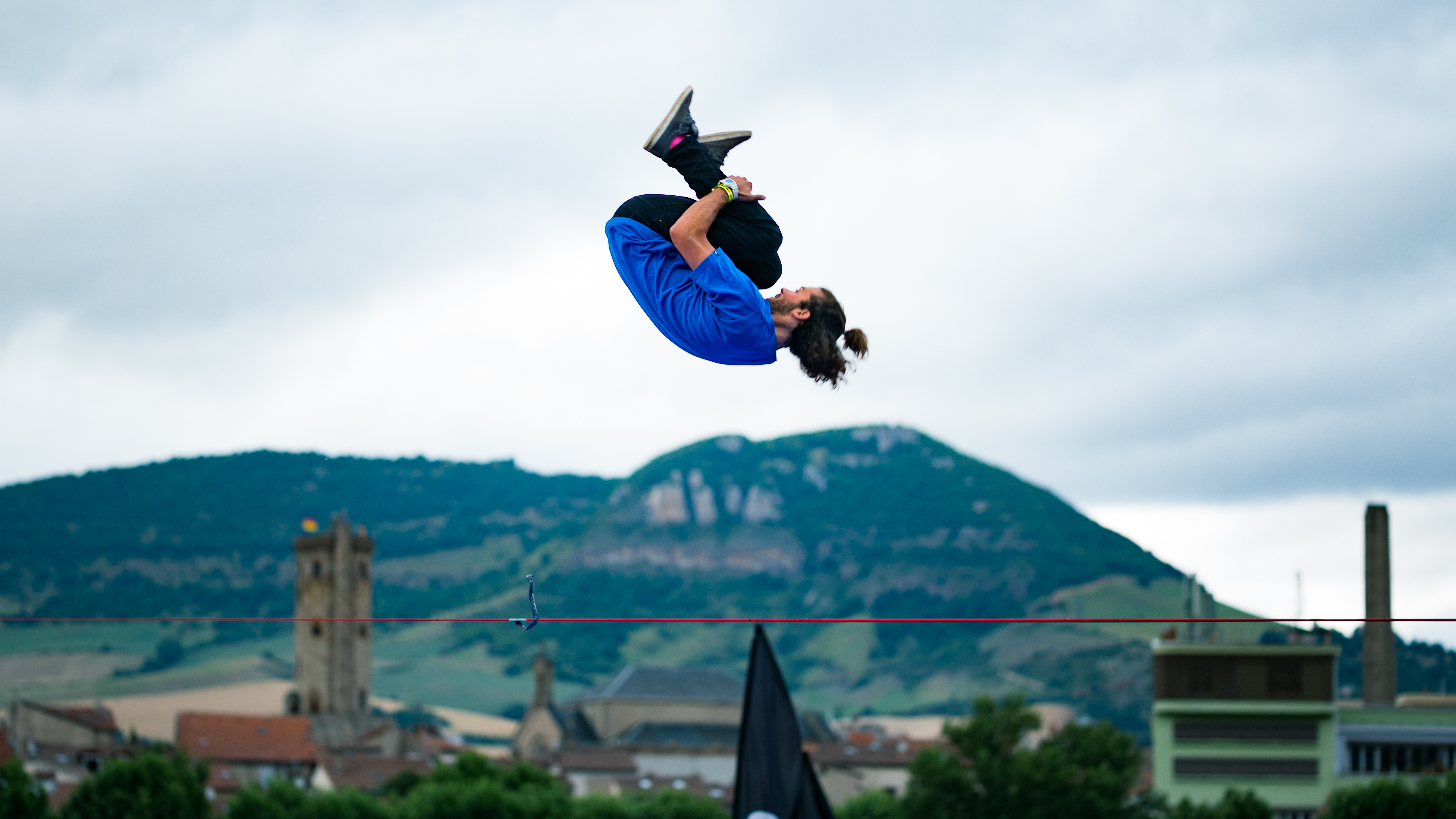
Un back-flip sur une jumpline.

La jumpline  ou trickline étant une discipline en plein essor, les pratiques et le matériel évoluent. À l'origine, les sangles excédaient rarement vingt mètres et étaient le plus souvent tendues à l'aide de tendeurs à cliquet. La tendance, notamment lors des démonstrations et compétitions, est à l'allongement des sangles, dans l'optique de pouvoir sauter avec plus d'amplitude. Une sangle plus longue offrant plus de longueur déformable se déforme donc davantage pour la même masse. Pour obtenir une tension suffisante sur de longues lignes, les tendeurs à cliquet ne suffisent plus. Ils ne peuvent pas enrouler suffisamment de longueur de ligne pour tendre suffisamment la ligne avant que le cliquet ne soit plein, bien que l'utilisation de deux cliquets permette d'enrouler deux fois plus de longueur de ligne. Cela a été résolu par le recourt à des systèmes de poulies (voir partie Système de tension).

### Longline
Cette pratique s'intéresse à la traversée de distances de plus en plus longues. Il n'y a pas de règle précise, mais on peut parler de longline pour des lignes dont la longueur dépasse 30 m. La pratique étant en essor, il n'y a pas de longueur maximale admise. L'évolution du matériel alliée à l'évolution de la pratique permet aujourd'hui à certains slackeurs d'atteindre plusieurs centaines de mètres. Il est pour cela nécessaire de trouver un terrain en cuvette afin d'accompagner la déformation de la slackline.

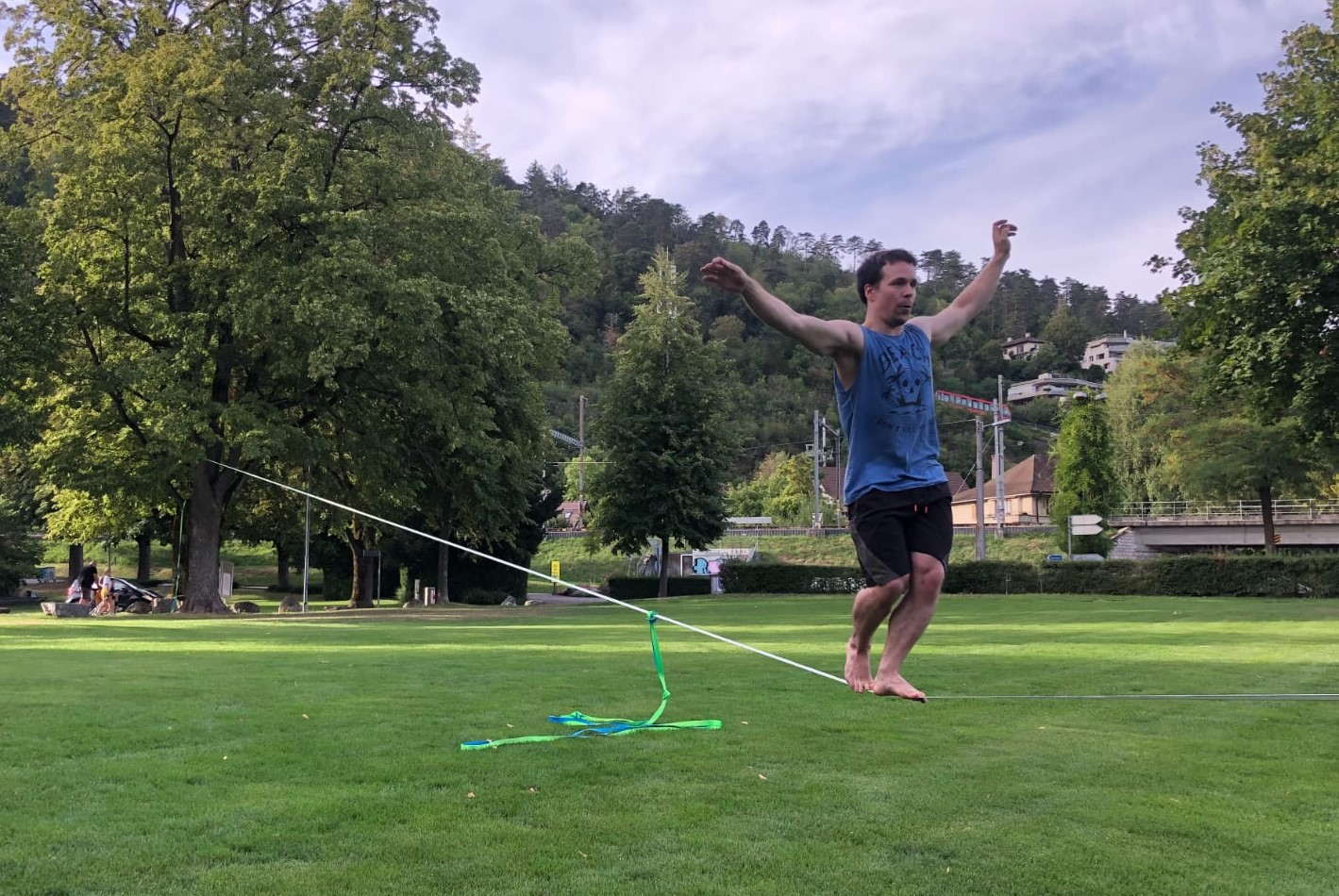
Longline dans un parc à Bienne. La sangle qui pend permet d'attraper la ligne une fois celle-ci dans sa position de base.

Tenir en équilibre sur des longlines demande beaucoup de pratique ; les forces en jeu (la tension de la sangle) peuvent devenir très importantes, car elles sont proportionnelles à la flèche. Cette flèche oblige à monter les longlines de plus en plus haut aux ancrages en fonction de leurs longueurs. Ainsi, certaines longlines peuvent être ancrées à plus de deux mètres de hauteur. Certaines lignes sont alors appelées midlines, à mi-chemin entre highline et slackline au sol, nécessitant parfois un assurage similaire à la highline.

### Highline
Cette pratique s'intéresse à la traversée de sangles tendues en hauteur (jusqu'à plusieurs centaines de mètres). On parle de highline à partir de l'instant où la traversée nécessite d'être assuré pour une pratique sécurisée. La pratique de la highline fait un lien direct avec celles de l'escalade et de l'alpinisme, par la recherche de lieux adaptés, situés la plupart du temps en montagne, souvent à proximité des lieux d'escalade. Deux sangles sont utilisées afin de garantir la sécurité du marcheur, une sur laquelle évolue le marcheur, la mainline, et une backup de secours, suspendue sous la première et qui se tendra si celle-ci se rompt.

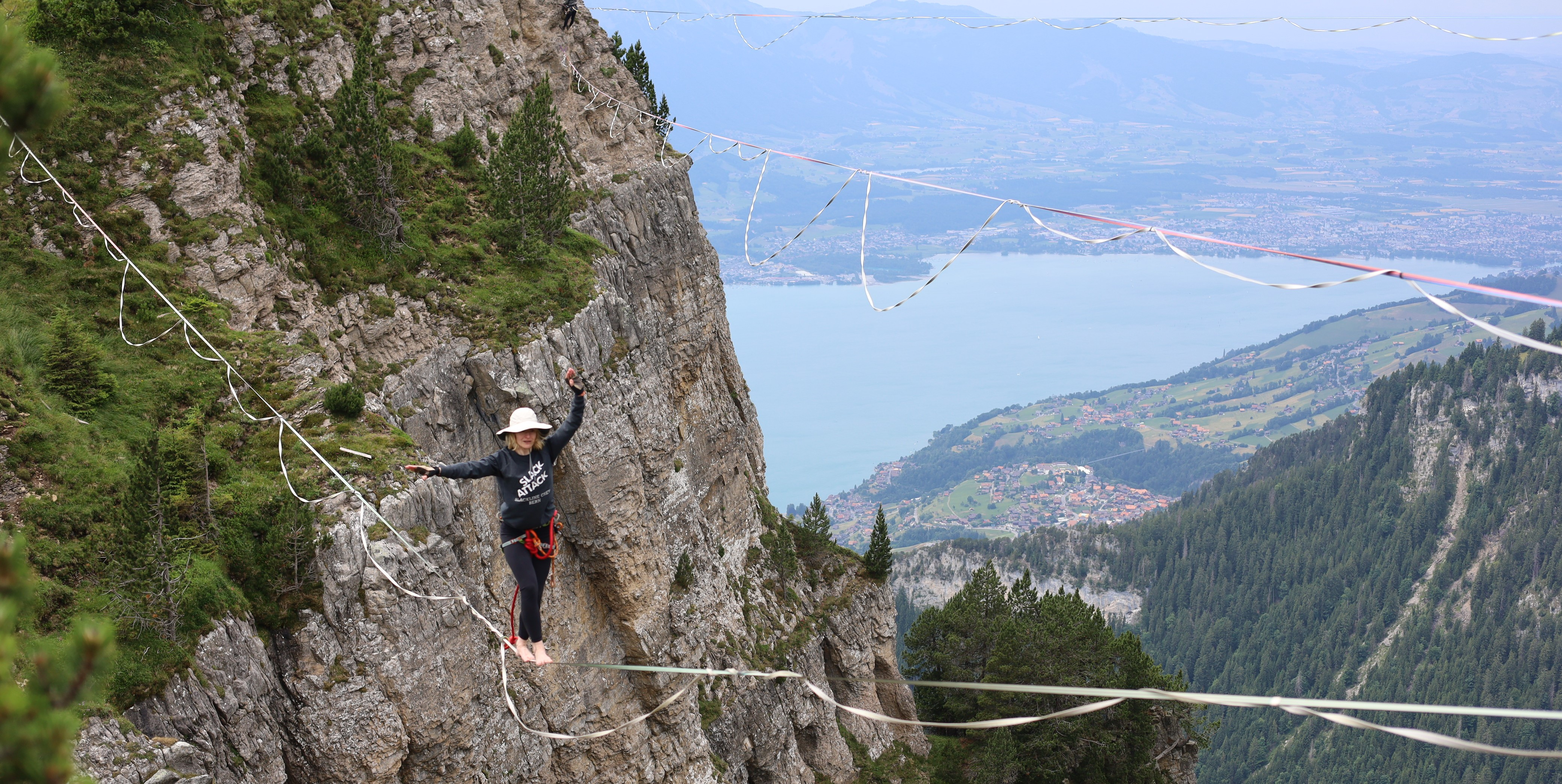
Highline sur le Niederhorn. Les mainlines sont tendues tandis que les backups pendent en dessous

Le record mondial est régulièrement battu, le plus récent étant celui partagé par 8 athlètes en août 2022 en Auvergne (2 700 mètres de long) : Augustin Moinat, Arthur Lefèbvre, Tania Monier, Benoit Brume, Mia Noblet, Mattis Reisner, Joseph Premoselli et Julien Roux.
En highline, sur de telles distance l'installation est autant un défi que la traversée en elle-même.

### Waterline
La pratique de la waterline (de l'anglais water qui signifie « eau ») s'effectue en tendant une slackline au-dessus d'un cours ou d'une étendue d'eau. La profondeur de l'eau traversée doit être suffisante en tout point et sans obstacle dangereux (rochers, racines, branches d'arbre). Cette pratique est très appréciée en été et permet de combiner baignade et slackline. 

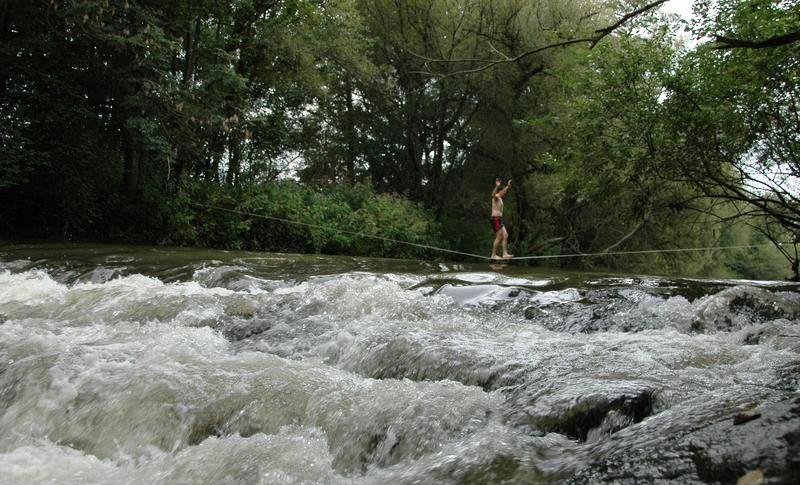
Waterline au dessus de la rivière Sulm.

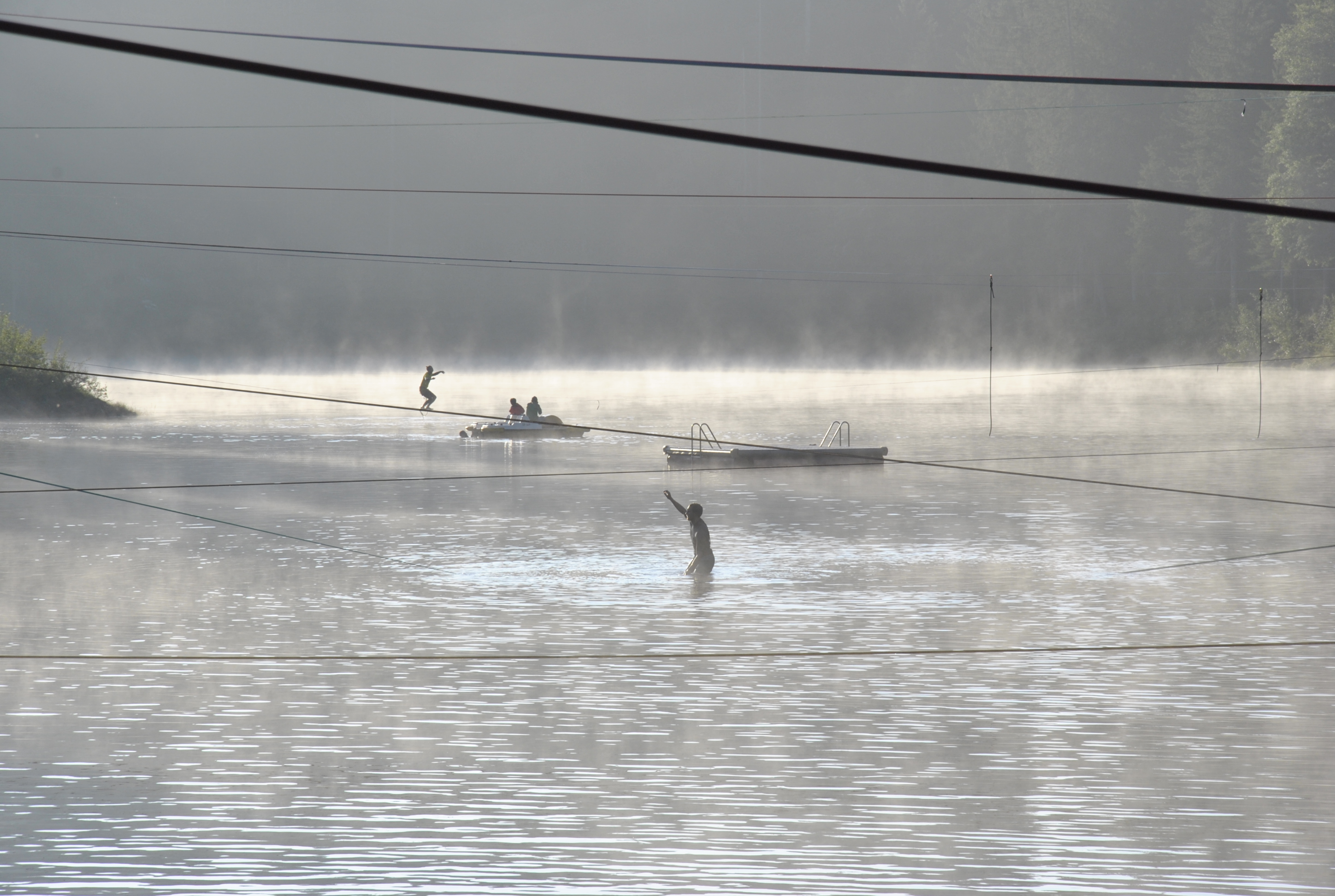
Des waterlines tendues et deux slackliners en train de marcher.

Elle est aussi un bon entraînement à la highline car des contraintes supplémentaires apparaissent : les repères visuels sont en effet mouvants et il est impossible de prendre appui au sol pour les départs. Ainsi, il est préférable pour le pratiquant de s'être entraîné au départ assis, souvent appelé Chongo start (du nom de son inventeur) avant de commencer la waterline. Il existe d'autres manières d'effectuer le départ assis (sit start).

### Spaceline

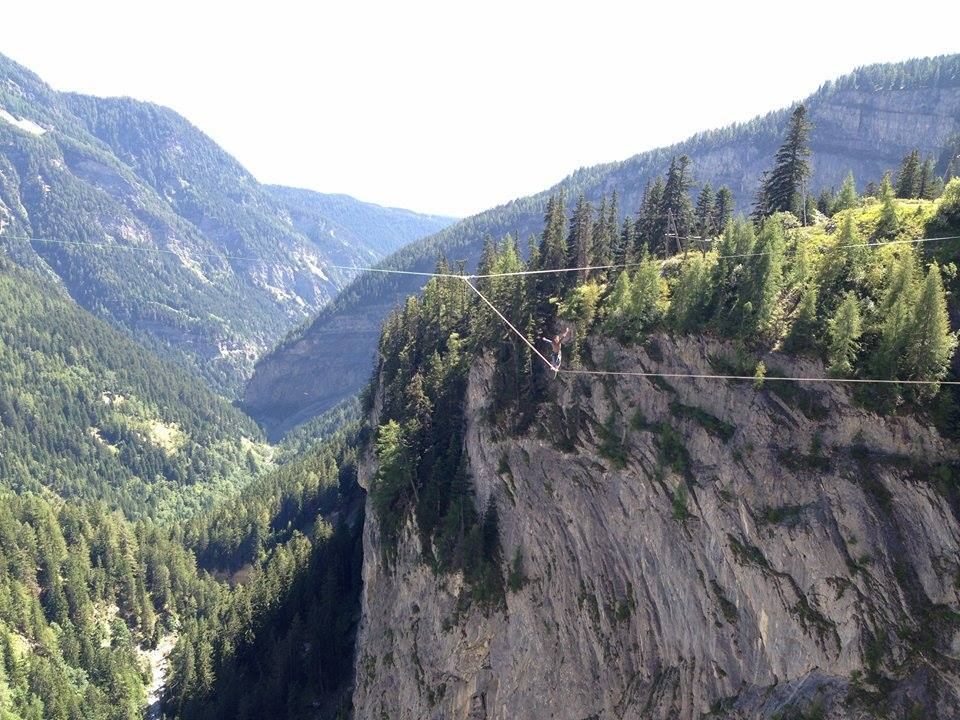
Une spaceline particulièrement exposée en Suisse (cf. longline et highline)

Une spaceline résulte de la connexion d'au-moins trois slacklines entre elles, allant jusqu'à former un réseau pouvant dépasser dix slacklines. Les efforts mis en jeu ne sont pas forcément plus importants que pour une slackline classique, pourvu que l'on tienne compte de la répartition des tensions entre les différentes lignes, ce qui peut considérablement augmenter les efforts aux ancrages. Il faut donc veiller à ce que les angles formés par les slacklines soient équivalents (aux alentours de 120° pour trois slacklines connectées entre elles). Les élingues de levage utilisées pour les ancrages sont souvent utilisées pour raccorder des slacklines entre elles.
Une spaceline installée en hauteur (highline) ne pourra pas être traversée de façon continue par un pratiquant souhaitant être assuré. Le leash ne peut en effet coulisser que sur un seul brin de la spaceline.

### Rodéoline

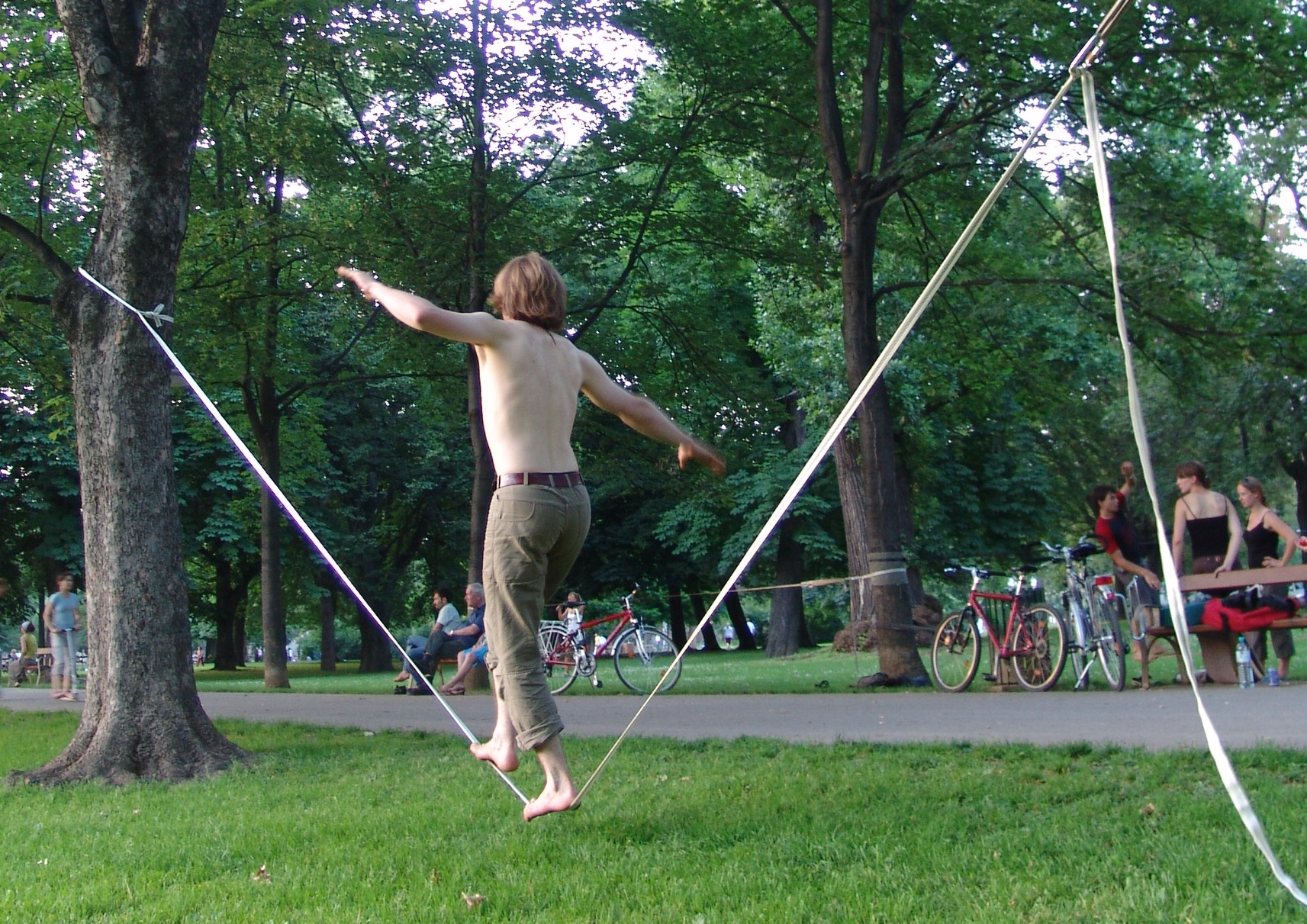
Une rodéo line

La pratique de la rodéoline, ou rodéo, est inspirée de la pratique du funambulisme sur corde molle. Il s'agit de marcher sur une slackline détendue, dont la flèche peut varier de un à plusieurs mètres, et dont la longueur ne dépasse généralement pas 20 m. L'élasticité de la sangle n'est alors plus mise à l'épreuve, et c'est la mollesse de la sangle qui détermine la difficulté à y tenir en équilibre. Aucun système de tension n'est alors requis.

## Matériel
Le développement de la pratique de la slackline est intimement lié à l'évolution du matériel depuis le début des années 2000. De nombreux systèmes spécifiques ont donc été conçus et fabriqués, inspirés de l'escalade, du sanglage des marchandises, de la manutention… Des fabricants et revendeurs sont apparus, parmi les plus répandus : Gibbon (Allemagne),  Line-Spirit (France), balance community (États-Unis), Slack-Mountain (France), Landcruising (Allemagne), Equilibrium (Tchéquie), Slackativity (Suisse), Spider slackline (Italie).

### Sangles

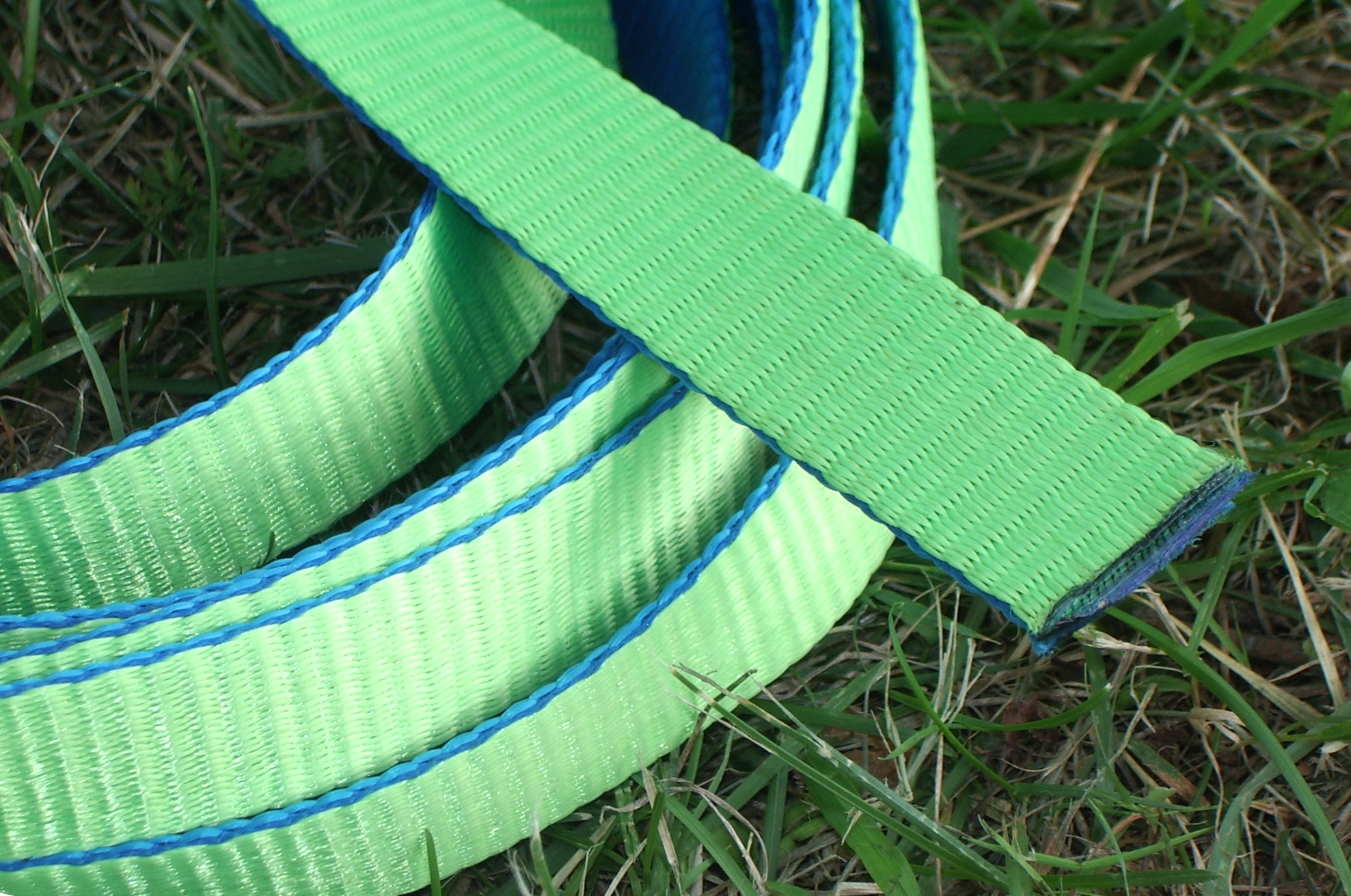
Détail d'une slackline en polyester de type Dragon (marque Equilibrium).

Appelée aussi ligne, ou tout simplement slackline ou slack, la sangle est l'élément principal dans la pratique de la slackline. De nombreux types de sangle existent, faisant varier la masse linéique, l'élasticité, la résistance à la rupture… en fonction des dimensions, des formes, ainsi que de la matière et du type de tressage utilisés dans la fabrication de la sangle.
Deux largeurs de sangles sont fréquemment rencontrées : les sangles de 25 mm et celles de 50 mm. Les sangles de 50 mm sont généralement utilisées pour la pratique débutante et celle de la jumpline par souci de confort d'abord, mais aussi du fait des tensions importantes qu'elles peuvent absorber pour sauter. En outre, les jumplines sont souvent courtes et c'est alors que le cliquet comme système de tension semble le plus adapté (faible allongement de la sangle donc faible enroulement sur le cliquet), encourageant l'utilisation de sangles de 50 mm. Les sangles de 25 mm de large sont préférées pour leur élasticité et leur souplesse dans les autres pratiques telles que la longline / waterline / highline. L'élasticité est souvent prônée pour obtenir la sensation de surf et de balancement obtenue sur la ligne lors de la pratique.
La masse linéique des slacklines peut être très variable, allant de 30 g/m à 150 g/m environ. Une sangle légère sera jugée plus facile à slacker, surtout en longline. Une sangle lourde sera plus difficile à maîtriser sur les grandes longueurs, sa masse jouant un rôle important pour le pratiquant, car la ligne aura plus d'inertie. La grande majorité des sangles sont fabriquées en polyester. 
Deux types de sangles semblent se démarquer : les sangles plates appréciées pour leur élasticité moyenne et leur résistance à l'abrasion, et les sangles tubulaires appréciées pour leur élasticité importante (qui les rend difficiles à utiliser en longline) et leur confort.

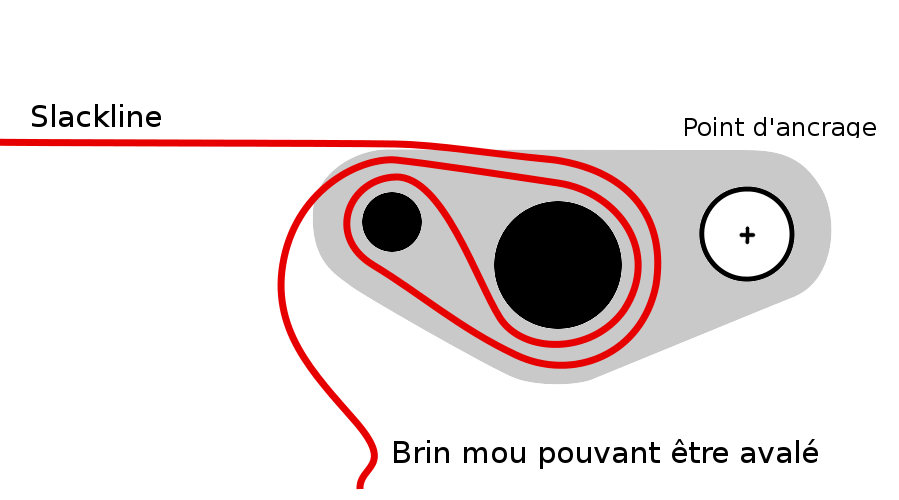
Schéma de fonctionnement d'un système de blocage de sangle de type banana.

Pour éviter de réduire la résistance à la rupture de la sangle, il est déconseillé de la bloquer par un système de nœuds. Différents mécanismes de blocage de sangle ont été conçus pour la pratique de la slackline. Le linelock est un maillon métallique qui, associé à un nœud simple de la sangle la bloque pour pouvoir la fixer au système de tension. Le banana, qui tire son nom de sa forme incurvée, bloque la sangle dans un sens mais pas dans l'autre, ce qui permet à l'utilisateur d'ajuster la longueur de la sangle utilisable (voir schéma ci-contre)[source secondaire souhaitée]. Enfin, le line-grip est un système mécanique plus complexe composé de mâchoires et destiné à bloquer la sangle lors de la tension, avant d'être relayé par un mécanisme de blocage autre tel qu'un banana[source secondaire souhaitée]. Le linegrip a également l'avantage d'éviter l'oscillation de la sangle sous le poids du système de tension car il permet le retrait du mouflage après la tension.

### Systèmes de tension
La tension soumise à une slackline peut devenir très importante en fonction de la pratique exercée, et c'est ainsi que les systèmes de tension se sont adaptés aux pratiques de plus en plus extrêmes (en longline et jumpline notamment). Ainsi, une longline de 100 m avec une flèche de 2 m pour un slackeur d'une masse de 70 kg au milieu de la sangle, est tendue de sorte que la force de traction à chaque ancrage s'élève à environ 8 600 N, soit 875 kgf. Cependant, ce calcul considère une situation complètement statique, et ne prend en compte ni les mouvements du slackeur, ni même des sauts ou une chute en highline (ce qui est appelé leashfall). La masse et les frottements du système sont également négligés.
Une vigilance doit être également apportée sur la fatigue du matériel, notamment sur les installations réservées à la jumpline, car cette pratique très dynamique soumet au matériel des pics de tension répétés qui conclut à un vieillissement prématuré de l'installation.

#### Cliquet
Le système de cliquet, adapté initialement au sanglage des marchandises, est surtout adapté aux jumplines de 50 mm. Certaines adaptations ont été réalisées (utilisant des entretoises en plastique) par des fabricants tels que Slack.fr, permettant l'utilisation du cliquet avec des sangles de 25 mm, mais le système de cliquet reste restreint par sa faible capacité à réduire la longueur de sangle lors de la tension. Il reste néanmoins un système adapté à la pratique débutante car peu onéreux et facilement transportable[source secondaire souhaitée].

#### Mouflage
Le mouflage autobloquant sur sangle (appelé aussi primitiv) est un système de tension nécessitant très peu de matériel (deux mousquetons et un bloqueur), adapté à des longueurs de ligne allant jusqu'à 40 mètres maximum : l'importance des frottements dans le montage implique un rendement moindre limitant les possibilités de fortes tensions et accélérant l'usure de la sangle.

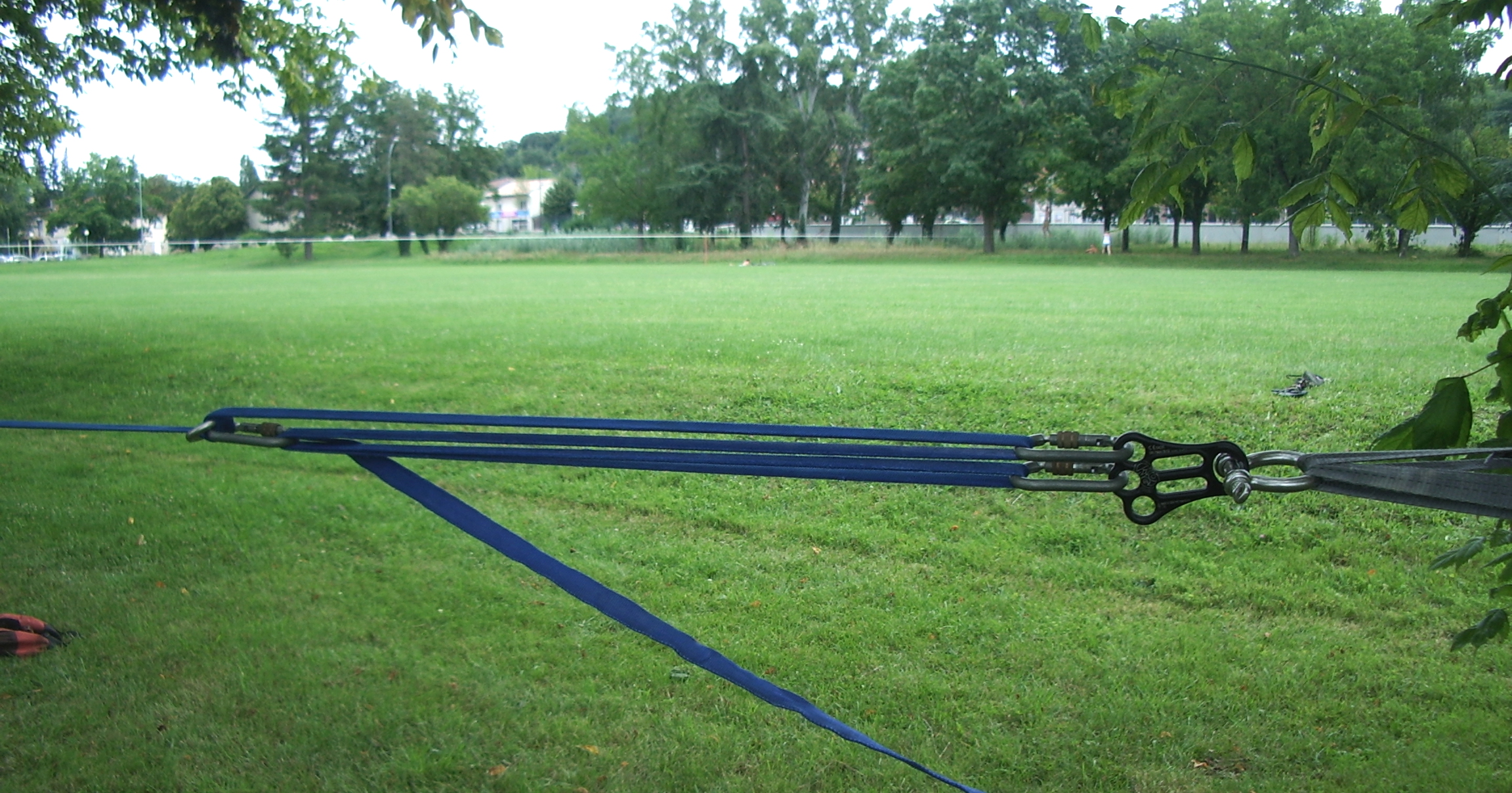
Système de tension d'une slackline par mouflage autobloquant sur sangle, appelé système primitiv, utilisant trois mousquetons et un maillon de blocage appelé linelock.

#### Mouflage de corde

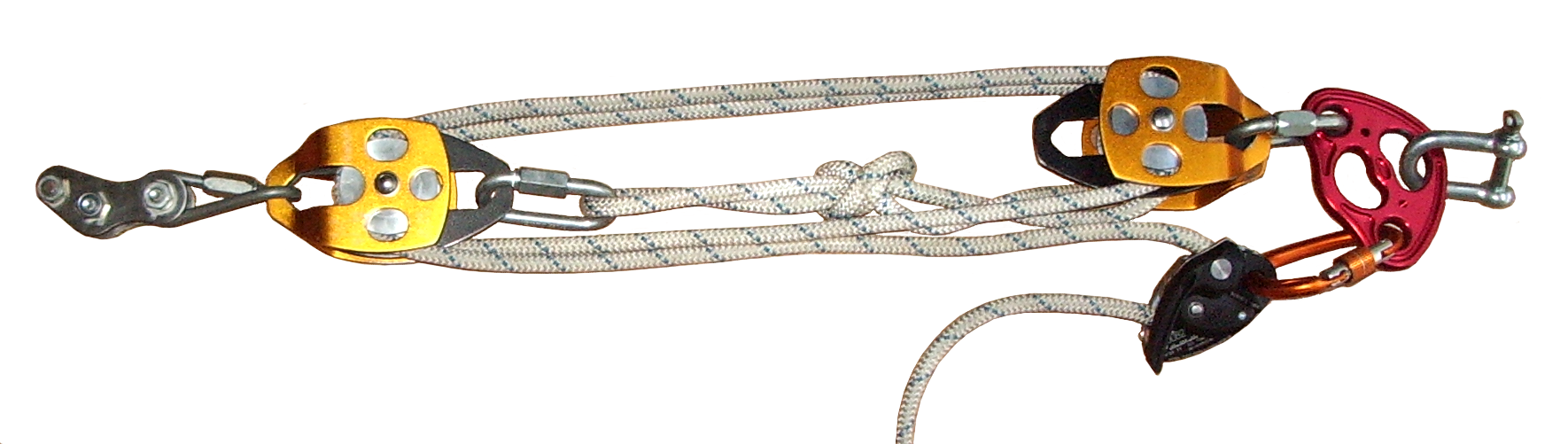
Mouflage de cordes : système de tension d'une slackline par double-poulie avec bloqueur de type grigri et banana

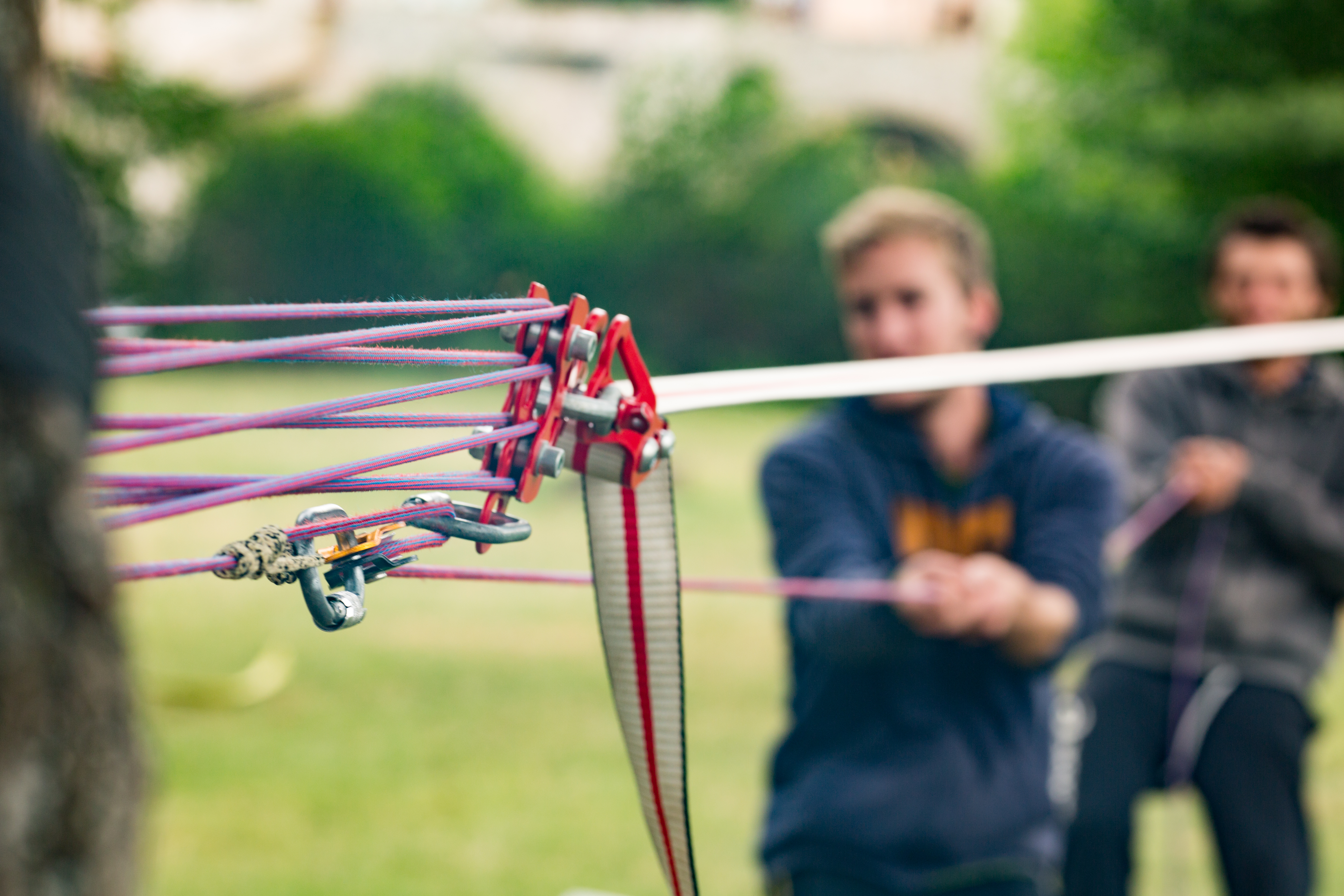
Utilisation d'un mouflage de corde pour tendre une jumpline.

Le mouflage de corde (ou palan) permet quant à lui des tensions importantes et une flexibilité dans le montage (tension et relâche facilitées). Il consiste en un système de poulies et de cordes démultipliant l'effort de traction[source secondaire souhaitée]. Bien plus puissant qu'un système primitiv, il peut aussi être utilisé pour les jumplines nécessitant de fortes tensions.
Les systèmes les plus répandus sont à double, triples ou quadruple poulies, utilisant une corde semi-statique et un bloqueur de corde (par exemple un grigri, un descendeur utilisé en escalade, ou un nœud auto-bloquant de type prusik) pour maintenir le système sous tension. Le tout est parfois associé à un mécanisme de renvoi démultipliant encore la force de traction.
Afin de gagner en rendement, il est possible de remplacer le frein par une poulie bloquante dont le rendement peut atteindre 94 % : composées d'une poulie et d'un bloqueur denté. Cela présente cependant l’inconvénient de fragiliser les cordes, d'être moins pratiques à la relâche et doit souvent être complétées d'un lasso.
D'autres mouflages optimisés utilisent un nœud autobloquant permettant une relâche fluide tout en conservant un très haut rendement.

### Ancrages
Les ancrages les plus souvent utilisés sont les arbres dans les parcs (jumpline, trickline, rodéo, treeline), le mobilier urbain, les ancrages d'escalade en falaise (spit ou goujons-plaquettes), ou toute autre géométrie le permettant (rochers), associés à des élingues de levage et des manilles ou des mousquetons de levage.
Le phénomène de mécanique statique de triangulation est à prendre en compte lors de l'installation des ancrages car il peut engendrer une augmentation importante des forces de traction dans les élingues. Cette augmentation est liée à l'angle formé par les brins de l'élingue utilisés pour l'accroche de la slackline ou du système de tension. Ces forces peuvent atteindre deux fois la tension soumise à la slackline pour un angle de 75,5°, et donc devenir critique en fonction des élingues utilisées (voir schéma et démonstration). Notons que la représentation schématique ci-contre suggère que ce phénomène n'existe que pour un ancrage sur deux points, mais le même phénomène existe pour un ancrage autour d'un arbre : seul l'angle formé par les brins de l'élingue détermine le rapport entre la tension dans la slackline et les forces en jeu dans l'élingue.

### Matériel spécifique à lahighline

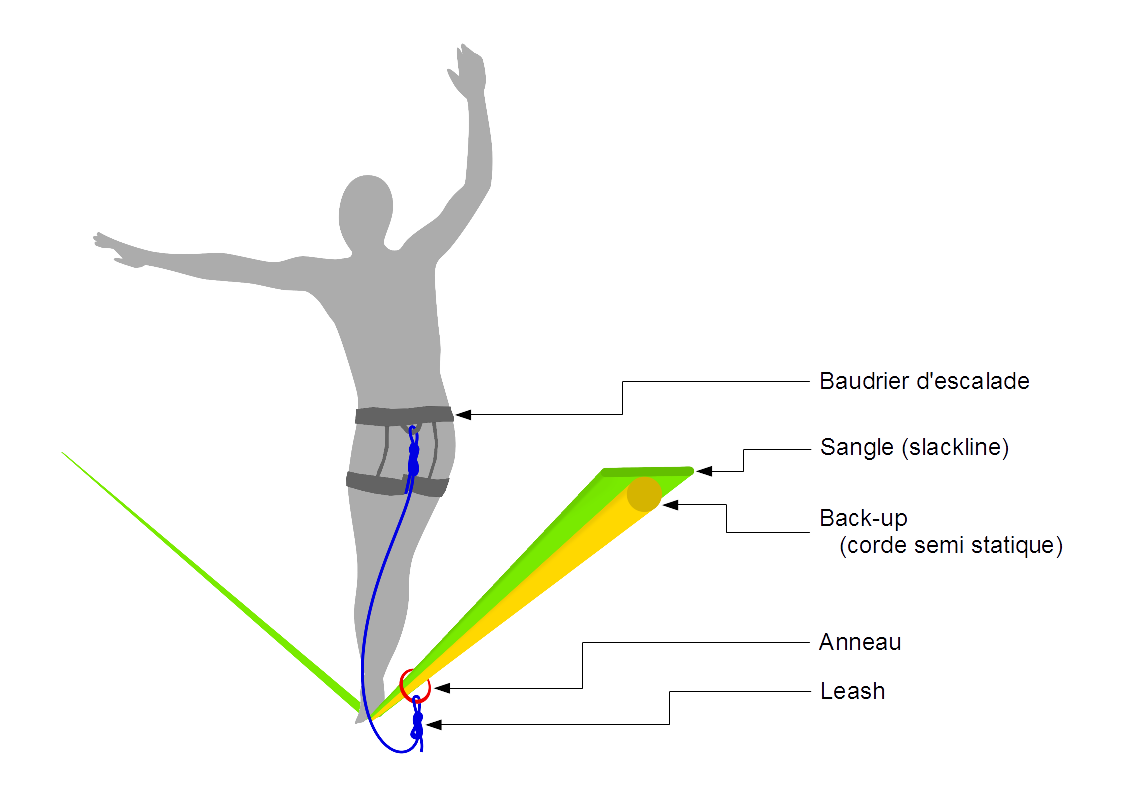
Vue schématique du dispositif d'assurage dans la pratique de la highline.

En cas de chute depuis une slackline tendue en hauteur, le slackeur est retenu par un système d'assurage multiple, constitué d'un baudrier d'escalade, d'une corde de sécurité appelée leash, d'un ou deux anneaux d'assurage et d'une ligne de vie appelée backup. Il est souvent jugé préférable de doubler les dispositifs de sécurité en mettant deux anneaux autour de la sangle et du back-up, ainsi qu'en doublant le leash.
Ainsi, le matériel utilisé pour équiper des highlines s'inspire du matériel utilisé dans la pratique de l'escalade : goujons et plaquettes ou spit pour les ancrages, baudrier et cordes semi-statiques ou dynamiques pour l'assurage, bloqueurs, poulies, etc.. Certains éléments matériels utilisés en highline et nécessitant une haute résistance mécanique sont issus quant à eux du matériel de levage : élingues, manilles…

## Précautions et restrictions

### Précautions environnementales et sociales
L'ancrage d'une slackline sur un arbre peut en altérer sa santé par l'arrachement de son écorce ou de petites branches, ou par l'écrasement de l'aubier, notamment lors des périodes des montées de sève au printemps (de mars à mai). Augmenter la largeur des élingues établissant l'ancrage et placer des protections en mousse entre l'élingue et l'écorce participe à sauvegarder la santé des arbres. La force de traction importante d'une longline ou d'une jumpline peut aussi engendrer l'arrachement total de l'arbre si celui-ci est trop jeune ou malade. Il convient donc de choisir des arbres dont le diamètre est suffisant pour supporter plusieurs centaines de kgf, et d'y fixer la slackline le plus bas possible afin de réduire le moment de force induit à son pied.
La pratique de la slackline dans un lieu public peut aussi gêner les autres utilisateurs du lieu. Il convient donc aux slackliners d'éviter de tendre leurs sangles au travers de chemins ou à proximité directe de jeux ou d'installations sportives. La visibilité de la slackline peut être augmentée en y accrochant des fanions ou des rubans de tissu de couleur vive.
Enfin, comme tout sport de nature, la pratique de la slackline peut occasionner un dérangement d'espèces protégées, notamment les oiseaux en période de nidification. La pratique de la highline est particulièrement concernée, les milieux montagneux étant à la fois propices à des spots de highline spectaculaires et à la nidification de grands rapaces dont les effectifs et les seuils de dérangement sont particulièrement bas (gypaète barbu, vautour percnoptère, vautour moine, aigle royal, aigle de Bonelli, Grand-duc d'Europe). Un seul dérangement peut provoquer l'abandon d'un nid et l'échec d'une saison de reproduction, alors que les effectifs de certaines espèces en France sont inférieurs à 100 individus (aigle de Bonelli, gypaète barbu, vautour moine).

### Législation
La pratique de la slackline, notamment dans les parcs et espaces verts, peut engendrer des nuisances pour l'environnement et pour les autres utilisateurs, amenant parfois les autorités à en restreindre la pratique.

#### France
Aucune législation nationale n'existe en France concernant la pratique de la slackline (août 2014). Cependant, la gestion des espaces verts incombant aux municipalités, certaines réglementations fixées par arrêté municipal interdisent d'utiliser les arbres comme support à l'escalade ou toute autre pratique sportive, incluant la slackline.[réf. nécessaire]

#### Suisse
La ville de Lausanne a mis en place une Charte du slackliner vantant les mérites de la pratique, mais ne l'autorisant dans les parcs de la ville que sous certaines conditions (protection des arbres, exigences matérielles et de montage, respect des autres activités...).

#### Canada
La ville de Calgary (province d'Alberta) a interdit par arrêté l'accrochage de quelque objet que ce soit à un arbre dans le domaine public, ce qui interdit par conséquent la pratique de la slackline. En avril 2013, une vidéo de promotion du tourisme à Calgary avait pourtant montré un pratiquant de slackline dans un parc public de la ville, les producteurs eux-mêmes ignorant les restrictions sur la discipline.

## Santé et dangerosité
La pratique de la slackline mobilise l'ensemble de système neuromécanique. Elle est depuis peu utilisée dans le domaine de la kinésithérapie pour le travail de la proprioception et de l'équilibre du patient, ainsi que pour le renforcement musculaire. Le dynamisme à la fois vertical et horizontal de la slackline oblige le pratiquant à réaliser un effort cognitif important pour l'analyse et la gestion de l'équilibre du corps,.
Sa pratique est sans danger lorsque les précautions de sécurité sont respectées. Les pratiques de la longline, de la jumpline ou de la highline, plus extrêmes, peuvent cependant comporter des risques, notamment de brûlures dues aux frottements avec la ligne ou de traumatismes dus à de mauvaises chutes.
Quelques accidents ont été relatés, souvent liés à des ruptures mécaniques de pièces mal installées ou non verrouillées (mousquetons ouverts, rupture de banana à la fatigue), suivies de défauts d'installation (back-up absent ou défaillant), entraînant pour certains des décès. L'ISA tient une base de donnée contenant les rapports d'accidents afin qu'ils soient accessibles et ainsi améliorer les retours d'expériences.

## Records

### Highline
Tableau des records de femmes en highline.
| Longueur | Hauteur | Type de ligne                                                                                            | Date              | Athlète                 | Lieu                                    |
| -------- | ------- | --- | ----------------- | ----------------------- | --------------------------------------- |
| 2710m    | 250m    | SOS - Anima - Dynemitepro - Skydiamond (backup cousu sur le main et fractionné en section de 50m à 100m) | 25 aout 2022      | Tania Monier Mia Noblet | Auvergne (Col de la croix saint Robert) |
| 2000 m   | 200 m   | - | 27 juillet 2019   | Mia Noblet              | Asbestos ( Canada)                      |
| 1900 m   | 450 m   | Y2K (mainline et backup) - backup fractionné                                                             | 23 septembre 2018 | Mia Noblet              | Asbestos ( Canada)                      |
| 222 m    | 400 m   | - | 24 aout 2016      | Mia Noblet              | Hunlen Falls ( Canada)                  |
| 96,5 m   | 1200 m  | - | -                 | Faith Dickey            | Ostrov ( Tchéquie)                      |

Tableau des records d'hommes en highline.
| Longueur | Hauteur | Type de ligne                                                                                            | Date                        | Athlète                                                                                                  | Lieu                                                  |
| -------- | ------- | --- | --------------------------- | --- | ----------------------------------------------------- |
| 2 710 m  | 250m    | SOS - Anima - Dynemitepro - Skydiamond (backup cousu sur le main et fractionné en section de 50m à 100m) | 25 Aout 2022                | Arthur Lefebvre, Benoit Brume, Augustin Moinat, Julien Roux, Joseph Premoselli Mattis Reisner Mia Noblet | Auvergne (Col de la croix saint Robert)               |
| 2200 m   | 114m    | | 24 mai 2022                 | Nathan Paulin                                                                                            | Mont-Saint Michel( France)                            |
| 2000 m   | 200 m   | - | 27 juillet 2019             | Lukas Irmler                                                                                             | Asbestos ( Canada)                                    |
| 1900 m   | 450 m   | Y2K (mainline et backup) - backup fractionné                                                             | 23 septembre 2018           | Anthony Hotte Guillaume Fontaine Samuel Volery Friedi Kühne Anthony Boulay                               | Asbestos ( Canada)                                    |
| 1662 m   | 340 m   | Moonwalk (mainline et backup) - 1er backup fractionné                                                    | 11 juin 2017                | Pablo Signoret Nathan Paulin                                                                             | Cirque de Navacelles, entre Gard et Hérault ( France) |
| 800 m    | 300 m   | Polyester et Nylon                                                                                       | 18 et 19 juin 2016          | Raphael Nul Glatn Samuel Volery Alexander Schulz                                                         | Saint-Jeannet ( France)                               |
| 1020 m   | 600 m   | Moonwalk (backup corde dyneema 6 mm Lanex)                                                               | 19 avril 2016 20 avril 2016 | Nathan Paulin Danny Menšík                                                                               | Aiglun, Alpes-Maritimes ( France)                     |
| 493 m    | 110 m   | Spider Silk MKII (backup Moonwalk)                                                                       | 15 novembre 2015            | Théo Sanson                                                                                              | Moab, Utah ( États-Unis)                              |
| 477 m    | -       | - | 27 septembre 2015           | Samuel Volery                                                                                            | Moléson ( Suisse)                                     |